# Liste des stations de radio en Afrique du Sud
Cet article présente la liste des radios en Afrique du Sud.

## Radios nationales

### Radios publiques
Le South African Broadcasting Corporation - abrégé en SABC - est l'organisme public de radiodiffusion national de l'Afrique du Sud.
- Channel Africa : service extérieur de la SABC ; en plusieurs langues
- SA FM : Radio South Africa en 1985, English Service de 1936 à 1985, en anglais
- Radio Sonder Grense : Afrikaans Stereo, Radio Suid-Afrika en 1985, Afrikaanse Diens van die SAUK de 1937 à 1985) ; en anglais et afrikaans
- 5FM : anciennement Radio 5 ; en anglais
- Good Hope FM (en anglais)
- Metro FM (en anglais)
- Radio 2000 (en anglais)
- Lesedi FM (en anglais)
- Phalaphala FM (en tshivenda)
- Ukhozi FM (en zoulou)
- Motsweding FM (en setswana)
- Munghana Lonene FM (en tsonga)
- Ligwalagwala FM (en swati)
- Ikwekwezi FM (en ndebele)
- Tru FM (en anglais/xhosa)
- Umhlobo Wenene FM (en xhosa)
- Thobela FM (en pedi)
- X-K FM (en khwe)

### Radios privées
- 567 CapeTalk
- 94.5 Kfm
- 94.7 Highveld Stereo
- 99.2 YFM
- 2000FM (Radio 2000)
- Assembly Radio (Assembly Radio online)
- Algoa FM (Radio Algoa)
- BRFM (The Border Drive)
- Capricorn FM
- Classic FM 102.7
- East Coast Radio (ECR)
- Gagasi FM
- Good Hope FM
- Heart 104.9 FM
- iKwekwezi FM - (anciennement Radio Ndebele)
- Jacaranda FM
- Kaya FM 95.9
- Ligwalagwala FM
- Lesedi FM
- Lotus FM
- Motsweding FM
- MPowerFM
- Munghana Lonene FM
- North West FM
- OFM - (anciennement Radio Oranje)
- Phalaphala FM
- Power FM
- Radiokansel / Radio Pulpit
- Smile 90.4FM
- Talk Radio 702
- Thobela FM
- UCT Radio
- Umhlobo Wenene FM
- Vuma 103 FM